# Michel Miyazawa
Michel Miyazawa (født 14. juli 1963) er en tidligere japansk fodboldspiller.
Han har spillet for flere forskellige klubber i sin karriere, herunder Fujita Industries og JEF United Ichihara.